# Jabier Salutregi Mentxaka
Jabier Salutregi Mentxaka (Bilbao, 10 d'octubre de 1950 - Sant Sebastià, 14 de juny de 2023) fou un periodista basc, que exercí de director del diari Egin entre 1993 i 1998.

## Trajectòria
El 1977 fou un dels fundadors d'Egin, un diari en basc d'informació general i ideològicament alineada amb l'esquerra abertzale. El 31 de març de 1992 (o el 1993) es feu càrrec de la direcció del rotatiu basc i li realitzà canvis estructurals de millora, com ara de disseny. No obstant això, el 15 de juliol de 1998, el jutge de l'Audiència Nacional espanyola Baltasar Garzón ordenà el seu empresonament provisional i el tancament del diari en el marc del sumari 18/98. El jutge Garzón manifestà que el diari Egin constituïa un «instrument de l'entramat delictiu d'ETA-KAS». La sentència comportà que patís la política espanyola de dispersió de presos bascos lluny de casa amb l'ingrés a les presons d'Alcalá Meco, Soto del Real, Picassent i Burgos.
El 20 de desembre de 2007 fou condemnat a 12 anys de presó per haver acceptat la direcció del diari «després d'una entrevista realitzada amb la cúpula d'ETA». El 3 de juliol de 2008, però, fou posat en llibertat provisional a Picassent després de pagar una fiança de 6.000 euros i mantenint el requisit de presentar-se setmanalment davant d'un tribunal, car el Servei Basc de Salut i responsables mèdics del centre penitenciari acreditaren problemes de salut que recomanaven la seva posada en llibertat.
El 26 de maig de 2009, onze anys després, el Tribunal Suprem d'Espanya dictaminà que el tancament del diari fou il·legal, però mantingué la tesi que Tot és ETA i els acusats no foren absolts. En defecte, les penes foren rebaixades a la meitat i nou dels empresonats foren absolts. Tanmateix, el 30 d'abril de 2009, la Secció Tercera de la Sala Penal de l'Audiència Nacional espanyola, presidida pel jutge Alfonso Guevara, magistrat que instruí el cas d'il·legalització de Jarrai-Haika-Segi, ordenà de nou l'empresonament. Concretament, la cort penal considerà que l'absolució del Tribunal Suprem suposava implícitament la condemna ferma de tota la resta. Aplicant aquesta lògica, la Guàrdia Civil espanyola practicà la detenció de Salutregi, juntament amb José Luis Elkoro, Juan Pablo Diéguez, Juan Mari Mendizabal, Inma Berriozabal, Elena Beloki, Iñaki Zapiain i Xabier Otero.
El 20 d'octubre de 2015 fou alliberat a Burgos després de complir 7 anys i mig de condemna. En aquell moment, era l'única persona presa a Europa per haver dirigit un periòdic. A la sortida s'hi combregaren amics i companys al diari com per exemple Martin Garitano, Iñaki Iriondo, Mertxe Aizpurua, Fermin Munarriz, Teresa Toda, José Luis Elkoro, Pablo Gorostiaga, Patxo i Isidro Murga i Jesús Mari Zalakain, així com el director del Gara Iñaki Soto.
Morí el 14 de juny de 2023 al seu domicili de Sant Sebastià després de patir una malaltia els darrers mesos. Diverses entitats i personalitats mostraren el seu condol, com ara ho feren per twitter la diputada d'EH Bildu Mertxe Aizpurua, el dirigent de Sortu Arkaitz Rodriguez o la mateixa formació política Sortu. El cos de Salutregi fou vetllat l'endemà al tanatori Uribe de Guernica.